# Овраг святой Ядвиги
Овраг святой Ядвиги (пол.  Wąwóz Świętej Królowej Jadwigi) — овраг, протяжённостью около 500 метров, расположенный в юго-западной части города Сандомир (Польша). Максимальная глубина оврага составляет около 10 метров. Овраг располагается между улицами Старомейской и Королевы Ядвиги и пересекает улицу Краковскую. Недалеко от оврага святой Ядвиги находится церковь Обращения апостола Павла. Возле оврага пролегает Малопольский Путь Святого Иакова.
Овраг имеет название святой Ядвиги Силезской. Согласно местным поверьям по этому оврагу ходила королева Польши Ядвига, которая часто посещала близлежащий костёл святого Иакова.
Среди деревьев преобладают липа, клён, вяз, акация и разнообразные кустарники.